# Grand Prix Júnior de Patinação Artística no Gelo nos Estados Unidos
O Grand Prix Júnior de Patinação Artística no Gelo nos Estados Unidos (muitas vezes intitulado: Skate Long Beach) é uma competição internacional de patinação artística no gelo de nível júnior. A competição é organizada pela União Internacional de Patinação (ISU), e disputada no outono, em alguns anos, como parte do Grand Prix Júnior de Patinação Artística no Gelo.

## Edições
| Ano        | Edição               | Cidade sede          | Júnior               | Júnior               | Júnior               | Júnior               | Ref                  |
| Ano        | Edição               | Cidade sede          | M                    | F                    | P                    | D                    | Ref                  |
| ---------- | -------------------- | -------------------- | -------------------- | -------------------- | -------------------- | -------------------- | -------------------- |
| 1998       | Final                | Detroit              | •                    | •                    | •                    | •                    | [ 1 ]                |
| 1999– 2000 | Não houve competição | Não houve competição | Não houve competição | Não houve competição | Não houve competição | Não houve competição | Não houve competição |
| 2001       | —                    | Phoenix              | Cancelado            | Cancelado            | Cancelado            | Cancelado            | [ 2 ]                |
| 2002       | 1.ª                  | Scottsdale           | •                    | •                    | •                    | •                    | [ 3 ]                |
| 2003       | Não houve competição | Não houve competição | Não houve competição | Não houve competição | Não houve competição | Não houve competição | Não houve competição |
| 2004       | 2.ª                  | Long Beach           | •                    | •                    | •                    | •                    | [ 4 ]                |
| 2005– 2006 | Não houve competição | Não houve competição | Não houve competição | Não houve competição | Não houve competição | Não houve competição | Não houve competição |
| 2007       | 3.ª                  | Lake Placid          | •                    | •                    | •                    | •                    | [ 5 ]                |
| 2008       | Não houve competição | Não houve competição | Não houve competição | Não houve competição | Não houve competição | Não houve competição | Não houve competição |
| 2009       | 4.ª                  | Lake Placid          | •                    | •                    | •                    | •                    | [ 6 ]                |
| 2010– 2011 | Não houve competição | Não houve competição | Não houve competição | Não houve competição | Não houve competição | Não houve competição | Não houve competição |
| 2012       | 5.ª                  | Lake Placid          | •                    | •                    | •                    | •                    | [ 7 ]                |
| 2013– 2014 | Não houve competição | Não houve competição | Não houve competição | Não houve competição | Não houve competição | Não houve competição | Não houve competição |
| 2015       | 6.ª                  | Colorado Springs     | •                    | •                    | •                    | •                    | [ 8 ]                |

Legenda
- Final do Grand Prix ISU Júnior
- Evento cancelado

## Lista de medalhistas

### Individual masculino
| Evento                           | Ouro                                 | Prata                              | Bronze                           |
| Detroit 1998 (detalhes)          | Vincent Restencourt · França         | Ilia Klimkin · Rússia              | Alexei Vasilevski · Rússia       |
| 1999–2000                        | Não houve competição                 | Não houve competição               | Não houve competição             |
| Phoenix 2001                     | Competição cancelada                 | Competição cancelada               | Competição cancelada             |
| Scottsdale 2002 (detalhes)       | Andrei Griazev · Rússia              | Parker Pennington · Estados Unidos | Ken Rose · Canadá                |
| 2003                             | Não houve competição                 | Não houve competição               | Não houve competição             |
| Long Beach 2004 (detalhes)       | Dennis Phan · Estados Unidos         | Christopher Mabee · Canadá         | Princeton Kwong · Estados Unidos |
| 2005–2006                        | Não houve competição                 | Não houve competição               | Não houve competição             |
| Lake Placid 2007 (detalhes)      | Armin Mahbanoozadeh · Estados Unidos | Austin Kanallakan · Estados Unidos | Artem Grigoriev · Rússia         |
| 2008                             | Não houve competição                 | Não houve competição               | Não houve competição             |
| Lake Placid 2009 (detalhes)      | Ross Miner · Estados Unidos          | Kento Nakamura · Japão             | Mark Shakhmatov · Rússia         |
| 2010–2011                        | Não houve competição                 | Não houve competição               | Não houve competição             |
| Lake Placid 2012 (detalhes)      | Joshua Farris · Estados Unidos       | Keiji Tanaka · Japão               | Roman Sadovsky · Canadá          |
| 2013–2014                        | Não houve competição                 | Não houve competição               | Não houve competição             |
| Colorado Springs 2015 (detalhes) | Nathan Chen · Estados Unidos         | Daniel Samohin · Israel            | Sota Yamamoto · Japão            |

### Individual feminino
| Evento                           | Ouro                                | Prata                            | Bronze                          |
| Detroit 1998 (detalhes)          | Viktoria Volchkova · Rússia         | Sarah Hughes · Estados Unidos    | Daria Timoshenko · Rússia       |
| 1999–2000                        | Não houve competição                | Não houve competição             | Não houve competição            |
| Phoenix 2001                     | Competição cancelada                | Competição cancelada             | Competição cancelada            |
| Scottsdale 2002 (detalhes)       | Akiko Suzuki · Japão                | Beatrisa Liang · Estados Unidos  | Felicia Beck · Estados Unidos   |
| 2003                             | Não houve competição                | Não houve competição             | Não houve competição            |
| Long Beach 2004 (detalhes)       | Mao Asada · Japão                   | Kimmie Meissner · Estados Unidos | Danielle Kahle · Estados Unidos |
| 2005–2006                        | Não houve competição                | Não houve competição             | Não houve competição            |
| Lake Placid 2007 (detalhes)      | Mirai Nagasu · Estados Unidos       | Alexe Gilles · Estados Unidos    | Angela Maxwell · Estados Unidos |
| 2008                             | Não houve competição                | Não houve competição             | Não houve competição            |
| Lake Placid 2009 (detalhes)      | Kristine Musademba · Estados Unidos | Ksenia Makarova · Rússia         | Isabelle Olsson · Suécia        |
| 2010–2011                        | Não houve competição                | Não houve competição             | Não houve competição            |
| Lake Placid 2012 (detalhes)      | Satoko Miyahara · Japão             | Courtney Hicks · Estados Unidos  | Angela Wang · Estados Unidos    |
| 2013–2014                        | Não houve competição                | Não houve competição             | Não houve competição            |
| Colorado Springs 2015 (detalhes) | Yuna Shiraiwa · Japão               | Marin Honda · Japão              | Vivian Le · Estados Unidos      |

### Duplas
| Evento                           | Ouro                                         | Prata                                                 | Bronze                                           |
| Detroit 1998 (detalhes)          | Julia Obertas · Dmitri Palamarchuk · Ucrânia | Laura Handy · Paul Binnebose · Estados Unidos         | Victoria Maxiuta · Vladislav Zhovnirski · Rússia |
| 1999–2000                        | Não houve competição                         | Não houve competição                                  | Não houve competição                             |
| Phoenix 2001                     | Competição cancelada                         | Competição cancelada                                  | Competição cancelada                             |
| Scottsdale 2002 (detalhes)       | Ding Yang · Ren Zhongfei · China             | Jennifer Don · Jonathon Hunt · Estados Unidos         | Brittany Vise · Nicholas Kole · Estados Unidos   |
| 2003                             | Não houve competição                         | Não houve competição                                  | Não houve competição                             |
| Long Beach 2004 (detalhes)       | Jessica Dubé · Bryce Davison · Canadá        | Aaryn Smith · Will Chitwood · Estados Unidos          | Michelle Cronin · Brian Shales · Canadá          |
| 2005–2006                        | Não houve competição                         | Não houve competição                                  | Não houve competição                             |
| Lake Placid 2007 (detalhes)      | Olivia Jones · Donald Jackson · Canadá       | Carolyn MacCuish · Andrew Evans · Canadá              | Anastasia Khodkova · Pavel Sliusarenko · Rússia  |
| 2008                             | Não houve competição                         | Não houve competição                                  | Não houve competição                             |
| Lake Placid 2009 (detalhes)      | Kaleigh Hole · Adam Johnson · Canadá         | Ksenia Stolbova · Fedor Klimov · Rússia               | Narumi Takahashi · Mervin Tran · Japão           |
| 2010–2011                        | Não houve competição                         | Não houve competição                                  | Não houve competição                             |
| Lake Placid 2012 (detalhes)      | Margaret Purdy · Michael Marinaro · Canadá   | Vasilisa Davankova · Andrei Deputat · Rússia          | Madeline Aaron · Max Settlage · Estados Unidos   |
| 2013–2014                        | Não houve competição                         | Não houve competição                                  | Não houve competição                             |
| Colorado Springs 2015 (detalhes) | Anastasia Gubanova · Alexei Sintsov · Rússia | Joy Weinberg · Maximiliano Fernandez · Estados Unidos | Elena Ivanova · Tagir Khakimov · Rússia          |

### Dança no gelo
| Evento                           | Ouro                                                 | Prata                                         | Bronze                                                    |
| Detroit 1998 (detalhes)          | Jamie Silverstein · Justin Pekarek · Estados Unidos  | Federica Faiella · Luciano Milo · Itália      | Natalia Romaniuta · Daniil Barantsev · Rússia             |
| 1999–2000                        | Não houve competição                                 | Não houve competição                          | Não houve competição                                      |
| Phoenix 2001                     | Competição cancelada                                 | Competição cancelada                          | Competição cancelada                                      |
| Scottsdale 2002 (detalhes)       | Nóra Hoffmann · Attila Elek · Hungria                | Olga Orlova · Maxim Bolotin · Rússia          | Loren Galler-Rabinowitz · David Mitchell · Estados Unidos |
| 2003                             | Não houve competição                                 | Não houve competição                          | Não houve competição                                      |
| Long Beach 2004 (detalhes)       | Morgan Matthews · Maxim Zavozin · Estados Unidos     | Siobhan Karam · Joshua McGrath · Canadá       | Anastasia Gorshkova · Ilia Tkachenko · Rússia             |
| 2005–2006                        | Não houve competição                                 | Não houve competição                          | Não houve competição                                      |
| Lake Placid 2007 (detalhes)      | Emily Samuelson · Evan Bates · Estados Unidos        | Joanna Lenko · Mitchell Islam · Canadá        | Pilar Bosley · John Corona · Estados Unidos               |
| 2008                             | Não houve competição                                 | Não houve competição                          | Não houve competição                                      |
| Lake Placid 2009 (detalhes)      | Maia Shibutani · Alex Shibutani · Estados Unidos     | Kharis Ralph · Asher Hill · Canadá            | Lauri Bonacorsi · Travis Mager · Estados Unidos           |
| 2010–2011                        | Não houve competição                                 | Não houve competição                          | Não houve competição                                      |
| Lake Placid 2012 (detalhes)      | Alexandra Aldridge · Daniel Eaton · Estados Unidos   | Evgenia Kosigina · Nikolai Moroshkin · Rússia | Andréanne Poulin · Marc-André Servant · Canadá            |
| 2013–2014                        | Não houve competição                                 | Não houve competição                          | Não houve competição                                      |
| Colorado Springs 2015 (detalhes) | Lorraine McNamara · Quinn Carpenter · Estados Unidos | Mackenzie Bent · Dmitre Razgulajevs · Canadá  | Sofia Polishchuk · Alexander Vakhnov · Rússia             |